# Battles of Prince of Persia
Battles of Prince of Persia je videohra vytvořená kanadskou vývojářskou společností Ubisoft Montreal v roce 2005. Je určená pouze pro konzole Nintendo DS. Žánrově jde o mix tahové strategie a sběratelské karetní hry.

## Příběh
Příběh Battles of Prince of Persia se dějově odehrává mezi The Sands of Time a Warrior Within. Hra se zaměřuje na zjevení Dahaky, konflikty mezi Persií a Indií a uvolnění zla které způsobilo smrt a pustošení. Hráč bude moci bojovat nejen z Princovy perspektivy, ale i za několik Generálů, které měli klíčové role v tomto konfliktu mezi národy.